# جلاخة زاوية

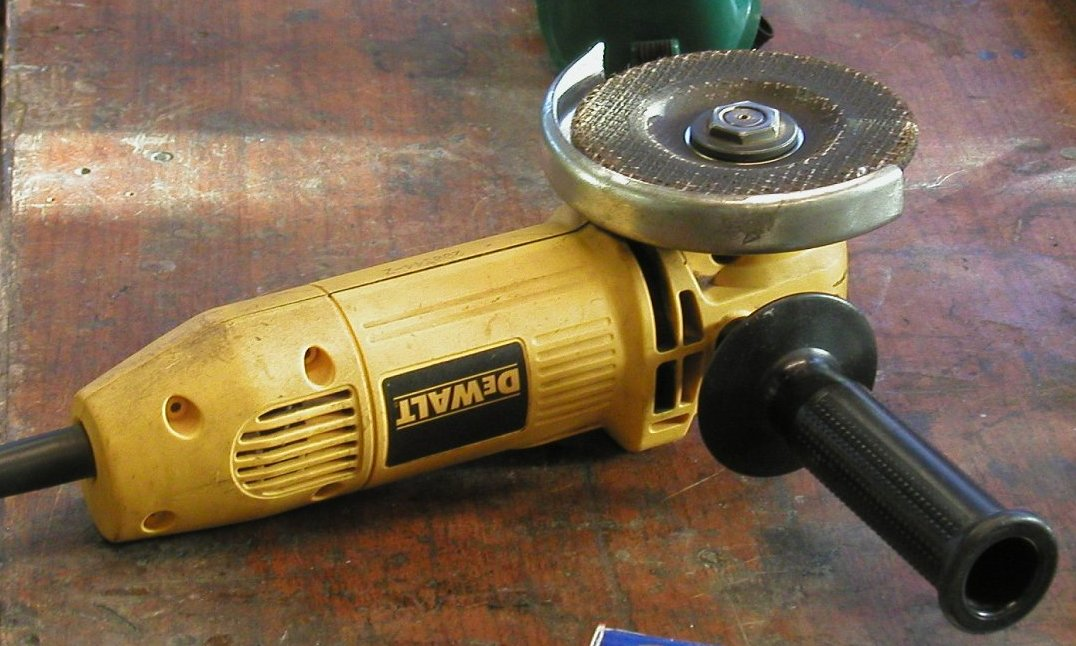
جلاخة زاوية.

جلاخة زاوية (بالإنجليزية: Angle grinder)‏ هي آلة تستخدم للقطع والصقل، وتعمل على الكهرباء أو الوقود أو على الهواء المضغوط يتصل المحرك برأس مسنن ومنه يتصل بقرص بزاوية معينة هذا القرص مغطى بمادة السحج أو قرص قطع وبالإمكان استبدالهما إذا ما تلفا.تأتي الجلاخة الزاوية بدرع للحماية مع مقابض للامساك. كذلك تستخدم للصقل مع ملحقات خاصة بذلك.